# 多孔擬牛魚
多孔擬牛魚為輻鰭魚綱鱸形目南極魚亞目擬牛魚科的其中一種，分布於西南大西洋的阿根廷巴塔哥尼亞海域，為底棲性魚類，屬肉食性，生活習性不明，無任何經濟價值。
其种加词“Porosus”意为“多孔的”。